# Pool Boys
Pool Boys ist eine US-amerikanische Komödie aus dem Jahr 2008 mit Rachelle Lefèvre, Brett Davern, Matthew Lillard und Janine Habeck.

## Handlung
Der angehende Harvard-Student Alex benötigt ein Stipendium, dafür muss er aber ein Berufspraktikum vorweisen können. Sein Cousin Roger, der bereits studiert, arbeitet als Poolreiniger für Reiche in Beverly Hills, um neben seinem Studium Geld zu verdienen. Alex setzt sich mit ihm in Verbindung und erkundigt sich, ob er ihn nicht auch dort unterbringen könne. Alex will sich den Job dann als Praktikum anerkennen lassen. Da beide trotzdem ständig unter Geldmangel leiden, sind sie gezwungen, heimlich im Garten eines Kunden zu nächtigen. Um wieder zu Geld zu kommen, ersinnen sie ein neues Geschäftsmodell. Sie wollen gemeinsam mit der Escort-Dame Laura ein professionelles Escort-Unternehmen aufziehen. Nach einer rasanten Wachstumsphase geschehen jedoch weitere Katastrophen.

## Hintergrund
Der Film wurde 2007 in New Orleans und Umgebung gedreht. Er wurde nur in wenigen Kinos gezeigt. Ende 2011 wurde er in den USA auf Blu-Ray veröffentlicht. In Deutschland wurde er 2014 Direct-to-Video veröffentlicht.

## Rezeption
Mike Scott von nola.com kritisiert, dass die Komödie nur die „billigen Lacher“ bediene.
Für Filmfutter ist der Film „eine einzige Enttäuschung“ und erhielt nur 1,5 von 5 Sternen. Die „Gags“ seien „öde“, die Story  „im Verlauf uninteressant“ und die Darsteller könnten „ihr Potential an fast keiner Stelle entfalten“.